# Championnat du Danemark de football 1928-1929
Navigation
Saison précédente Saison suivante
La saison 1928-1929 du Championnat du Danemark de football était la 16e édition d'une compétition de niveau national au Danemark.
Vingt-cinq clubs prennent part au championnat  : lors d'une première phase, les clubs sont répartis en 5 poules de 5 où chacun rencontre ses adversaires une fois. Les 5 vainqueurs de chaque groupe se retrouvent au sein d'une poule finale où ils s'affrontent une fois pour déterminer le champion national.
Après l'imbroglio survenu la saison dernière, la Fédération danoise décide d'utiliser la moyenne de buts pour départager d'éventuelles équipes ex æquo, cas de figure qui ne se produit pas cette saison. Le club du B 93 Copenhague remporte le championnat en finissant en tête de la poule finale. Il s'agit du 3e titre de champion du Danemark de l'histoire du club.
La saison prochaine, le championnat change totalement de formule : seuls 10 clubs participeront à la nouvelle première division, la Mesterskabsserien, les autres clubs joueront dans les divisions inférieures.

## Les 25 clubs participants
| - KB Copenhague - B 93 Copenhague - BK Frem Copenhague - Boldklubben 1903 - Akademisk Boldklub - Fremad Amager - Haslev IF - FC Fredericia - Skovshoved IF - Esbjerg fB - Osterbros BK - Aalborg Freja - AaB Aalborg | - B 1909 Odense - AC Horsens - Korsor BK - OB Odense - BK 01 Nykobing - Viking Ronne - AGF Aarhus - B 1913 Odense - Frem Saxboking - FIF Hillerod - Hellerup IK - BK Viktoria |

## Compétition

### Première phase

#### Groupe 1
| Rang | Équipe           | Pts | J | G | N | P | Bp | Bc | Diff |
| ---- | ---------------- | --- | - | - | - | - | -- | -- | ---- |
| 1    | AGF Aarhus       | 7   | 4 | 3 | 1 | 0 | 14 | 3  | +11  |
| 2    | Esbjerg fB       | 6   | 4 | 2 | 2 | 0 | 7  | 4  | +3   |
| 3    | OB Odense        | 4   | 4 | 2 | 0 | 2 | 14 | 10 | +4   |
| 4    | Boldklubben 1903 | 3   | 4 | 1 | 1 | 2 | 11 | 10 | +1   |
| 5    | Østerbros BoK    | 0   | 4 | 0 | 0 | 4 | 6  | 25 | -19  |

#### Groupe 2
| Rang | Équipe        | Pts | J | G | N | P | Bp | Bc | Diff |
| ---- | ------------- | --- | - | - | - | - | -- | -- | ---- |
| 1    | KB Copenhague | 6   | 4 | 3 | 0 | 1 | 9  | 4  | +5   |
| 2    | Aalborg Freja | 5   | 4 | 2 | 1 | 1 | 14 | 11 | +3   |
| 3    | Skovshoved IF | 5   | 4 | 2 | 1 | 1 | 6  | 5  | +1   |
| 4    | FC Fredericia | 2   | 4 | 1 | 0 | 3 | 5  | 10 | -5   |
| 5    | B 1909 Odense | 2   | 4 | 1 | 0 | 3 | 4  | 8  | -4   |

#### Groupe 3
| Rang | Équipe             | Pts | J | G | N | P | Bp | Bc | Diff |
| ---- | ------------------ | --- | - | - | - | - | -- | -- | ---- |
| 1    | BK Frem Copenhague | 7   | 4 | 3 | 1 | 0 | 30 | 4  | +26  |
| 2    | AC Horsens         | 6   | 4 | 3 | 0 | 1 | 18 | 22 | -4   |
| 3    | AaB Aalborg        | 4   | 4 | 2 | 0 | 2 | 10 | 14 | -4   |
| 4    | FIF Hillerød       | 2   | 4 | 0 | 2 | 2 | 6  | 9  | -3   |
| 5    | Fremad Amager      | 1   | 4 | 0 | 1 | 3 | 7  | 22 | -15  |

#### Groupe 4
| Rang | Équipe              | Pts | J | G | N | P | Bp | Bc | Diff |
| ---- | ------------------- | --- | - | - | - | - | -- | -- | ---- |
| 1    | B 93 Copenhague (T) | 6   | 4 | 3 | 0 | 1 | 18 | 3  | +15  |
| 2    | Hellerup IK         | 5   | 4 | 2 | 1 | 0 | 11 | 9  | +2   |
| 3    | Korsør BK           | 4   | 4 | 1 | 2 | 1 | 9  | 13 | -4   |
| 4    | B 1913 Odense       | 4   | 4 | 2 | 0 | 2 | 7  | 11 | -4   |
| 5    | BK 01 Nykobing      | 1   | 4 | 0 | 1 | 3 | 5  | 14 | -9   |

#### Groupe 5
| Rang | Équipe               | Pts | J | G | N | P | Bp | Bc | Diff |
| ---- | -------------------- | --- | - | - | - | - | -- | -- | ---- |
| 1    | Akademisk Boldklub   | 8   | 4 | 4 | 0 | 0 | 24 | 1  | +23  |
| 2    | Haslev IF            | 4   | 4 | 2 | 0 | 2 | 10 | 7  | +3   |
| 3    | Frem Saxkøbing       | 4   | 4 | 2 | 0 | 2 | 7  | 16 | -9   |
| 4    | Boldklubben Viktoria | 3   | 4 | 1 | 1 | 2 | 9  | 15 | -6   |
| 5    | IK Viking Rønne      | 1   | 4 | 0 | 1 | 3 | 5  | 16 | -11  |

### Poule finale
| Rang | Équipe             | Pts | J | G | N | P | Bp | Bc | Diff |
| ---- | ------------------ | --- | - | - | - | - | -- | -- | ---- |
| 1    | B 93 Copenhague    | 7   | 4 | 3 | 1 | 0 | 14 | 4  | +10  |
| 2    | KB Copenhague      | 5   | 4 | 2 | 1 | 1 | 11 | 7  | +4   |
| 3    | Akademisk Boldklub | 3   | 4 | 1 | 1 | 2 | 7  | 10 | -3   |
| 4    | BK Frem Copenhague | 3   | 4 | 1 | 1 | 2 | 6  | 13 | -7   |
| 5    | AGF Aarhus         | 2   | 4 | 0 | 2 | 2 | 3  | 7  | -4   |

## Bilan de la saison
| Tableau d'Honneur                   |                 |
| Compétition                         | Vainqueur       |
| Championnat du Danemark de football | B 93 Copenhague |